# Municipio de Strasburg
El municipio de Strasburg (en inglés: Strasburg Township) es un municipio ubicado en el condado de Lancaster en el estado estadounidense de Pensilvania. En el año 2000 tenía una población de 4.021 habitantes y una densidad poblacional de 77.6 personas por km².

## Geografía
El municipio de Strasburg se encuentra ubicado en las coordenadas 39°57′00″N 76°10′29″O / 39.95000, -76.17472.

## Demografía
Según la Oficina del Censo en 2000 los ingresos medios por hogar en la localidad eran de $55,750 y los ingresos medios por familia eran de $58,849. Los hombres tenían unos ingresos medios de $35,704 frente a los $25,030 para las mujeres. La renta per cápita de la localidad era de $18,556. Alrededor del 4,7% de la población estaba por debajo del umbral de pobreza.